# 木村友祐
木村 友祐（きむら ゆうすけ、1970年9月18日 - ）は、日本の小説家。兄はオブジェ作家の木村勝一。

## 経歴
青森県八戸市出身。青森県立八戸北高等学校、日本大学藝術学部文芸学科卒業。
2009年（平成21年）『海猫ツリーハウス』で第33回すばる文学賞を受賞。2012年（平成24年）『イサの氾濫』で第25回三島由紀夫賞候補。2013年（平成25年）管啓次郎、小野正嗣、温又柔とともに高山明演出の演劇プロジェクト「東京ヘテロトピア」に参加し、東京のアジア系住民の物語を執筆。2014年（平成26年）『聖地Cs』で第36回野間文芸新人賞候補。2016年（平成28年）『イサの氾濫』で第38回野間文芸新人賞候補。2020（令和2年）『幼な子の聖戦』で第162回芥川龍之介賞候補。

## 作風・人物
- 作品の大半は故郷八戸市をはじめ東北地方を舞台としており、南部弁を用いて書くことが多い[3]。
- 第161回芥川賞候補となった古市憲寿の小説「百の夜は跳ねて」は、木村の単行本未収録作「天空の絵描きたち」（当時、現在は集英社文庫『幼な子の聖戦』に収録）が参考文献として挙げられており、「世に知られていない佳作を拾ってきて翻案した」というような批判的な憶測がネット上にあがったが、木村はその憶測を否定しており、古市からの取材依頼に応じたうえで同じ人物に取材した結果であると説明して誤解を解いている[4]。

## 著作
小説
- 『海猫ツリーハウス』（2010年2月、集英社、ISBN 978-4087713336）
- 『聖地Cs』（2014年8月、新潮社、ISBN 978-4103361312）
- 『イサの氾濫』（2016年3月、未來社、ISBN 978-4624601195）
- 『野良ビトたちの燃え上がる肖像』（2016年11月、新潮社、ISBN 978-4103361329）
- 『幸福な水夫』（2017年12月、未來社、ISBN 978-4624601218）
- 『幼な子の聖戦』（2020年1月、集英社、ISBN 978-4-08-771709-9 / 2023年1月、集英社文庫、ISBN 978-4087444773）
  - 「幼な子の聖戦」（『すばる』2019年11月号）
  - 「天空の絵描きたち」（『文學界』2012年10月号）

その他
- 『私とあなたのあいだ』（温又柔との共著、2020年11月、明石書店、ISBN 978-4750350943）
- 『猫と考える動物のいのち 命に優劣なんてあるの？』（2024年12月、筑摩書房〈ちくまQブックス〉、ISBN 978-4480251565）

## 単行本未収録作
- 「おかもんめら」（『すばる』2011年2月号）
- 「ひのもとのまのなか」（『すばる』2014年2月号）
- 「手紙」（『新潮』2023年4月号）